# Синехвостый солнечный колибри
Синехвостый солнечный колибри (лат. Phaethornis yaruqui) — вид птиц семейства колибри. Распространён в Колумбии и Эквадоре.

## Описание
Синехвостый солнечный колибри достигает длины около 13 см, а длинный изогнутый клюв — около 4,6 см. Нижняя часть клюва красная у основания. У самцов верхняя часть головы медно-бронзового цвета, остальная часть верхней стороны тёмно-зелёная. За глазом находится тёмное пятно, которое сверху и снизу окаймлено желто-коричневой или белой линией. Нижняя сторона тела тёмно-зеленовато-серая, обычно с размытой серой центральной линией от горла до груди. Подхвостье беловатое, хвост иссиня-чёрный. Удлинённые центральные маховые перья имеют белые кончики. Самки очень похожи, но глазные полосы обычно длиннее и шире. Центральная линия на подхвостье также обычно более заметна, чем у самца.
Ведёт преимущественно оседлый образ жизни, но, по-видимому, совершает сезонные высотные перемещения в Эквадоре.
Использует стратегию питания, при которой особь посещает источники пищи в регулярной, повторяемой последовательности, подобно тому, как охотники проверяют свои ряды ловушек. Также питается мелкими членистоногими.

## Размножение
О репродуктивном поведении синехвостых солнечных колибри известно немного. В долине реки Анчикая было найдено гнездо, прикреплённое к нижней стороне геликонии, с яйцом внутри. В департаментах Чоко и Валье-дель-Каука размножающихся синехвостых солнечных колибри наблюдали с февраля по декабрь.

## Распространение и среда обитания
Встречаются во влажных лесах и подлеске на высоте до 1500 метров над уровнем моря. Распространены на тихоокеанских побережьях от долины нижнего течения реки Рио-Атрато и её притока Рио-Труандо до северо-запада Эквадора.

## Этимология и история исследования
Жюль Бурсье описал синехвостого солнечного колибри под названием Trochilus Yaruqui. Типовой экземпляр происходит из региона Yaruquí. В 1827 году Уильям Свенсон ввёл род Phaethornis для Phaethornis superciliosus (Linnaeus, 1766), к которому позже был отнесён и синехвостый солнечный колибри.
Родовое название образовано от греческих слов φαέθων — «сияющий, лучистый» и ὄρνις — «птица». Видовое название yaruqui относится к предполагаемому месту находки. В 1911 году Карл Эдуард Хелльмайр описал Phaethornis yaruqui sanctijohannis, подвид, который позже оказался незрелой особью. Название sanctijohannis также относится к месту находки — реке Сан-Хуан в департаменте Чоко. Река была открыта 24 июня 1525 года и поэтому была названа в честь Иоанна Крестителя.